# Nilton Mendes
Mendes, właśc. Nilton Pereira Mendes (ur. 7 stycznia 1976 w Governador Valadares, w stanie Minas Gerais, Brazylia, zm. 18 września 2006 w Karagandzie, Kazachstan) – brazylijski piłkarz, grający na pozycji napastnika.

## Kariera piłkarska
Wychowanek klubów Atlético Mineiro oraz Internacional Limeira. W 1998 rozpoczął karierę piłkarską w rosyjskim klubie Żemczużyna Soczi. W 1999 wyjechał do Kazachstanu, gdzie został piłkarzem Irtyszu Pawłodar. W 2002 przeszedł do Żengysu Astana. Latem 2004 odszedł do Szachtiora Karaganda, ale po pół roku powrócił do Żengysu Astana. W 2006 ponownie bronił barw Szachtiora Karaganda. 18 września 2006 na wieczornym treningu Szachtiora piłkarz poczuł się źle, skarżył się na ból w sercu. Lekarz stwierdził wysokie ciśnienie i została wezwana karetka, która przyjechała po 40 min i w drodze do szpitala Brazylijczyk zmarł.

## Sukcesy i odznaczenia

### Sukcesy piłkarskie
Irtysz Pawłodar
- mistrz Kazachstanu: 1999
- brązowy medalista Mistrzostw Kazachstanu: 2000
- finalista Pucharu Kazachstanu: 2000/01

Żengys Astana
- brązowy medalista Mistrzostw Kazachstanu: 2003
- zdobywca Pucharu Kazachstanu: 2002, 2005

### Sukcesy indywidualne
- król strzelców Mistrzostw Kazachstanu: 2000 (21 gol)
- najlepszy zagraniczny piłkarz Mistrzostw Kazachstanu: 2002

### Odznaczenia
- tytuł Mistrza Sportu Kazachstanu